# Kenneth Zohore
Kenneth Zohore, né le 31 janvier 1994 à Copenhague, est un footballeur danois qui évolue au poste d'attaquant au Fremad Amager.

## Biographie

### Débuts à Copenhague
Kenneth Zohore est issu d'une famille de sportifs. Son père est le cousin du joueur vedette de Côte d'Ivoire Didier Drogba.
Footballeur prometteur, Zohore est promu en 2009, à 15 ans, dans l'équipe des moins de 19 ans du FC Copenhague.
Surclassé, il fait ses débuts en équipe première le 7 mars 2010, à 16 ans et 35 jours, un record dans le championnat danois. Le 30 octobre 2010, il inscrit son premier but en championnat face à Lyngby BK. Il devient ainsi le deuxième buteur le plus jeune de l'histoire de la compétition après Mads Beierholm. Le 20 octobre 2010, Zohore fait sa première apparition en Ligue des champions, face au FC Barcelone au Camp Nou. Pendant la saison 2010-2011, il compte 21 apparitions toutes compétitions confondues, pour un but.
En 2011 il participe à la Coupe du monde des moins de 17 ans avec la sélection danoise.

### Carrière européenne
Le 31 janvier 2012, le FC Copenhague annonce le transfert de Zohore à l'ACF Fiorentina, en Italie, estimé à 6 millions de couronnes (soit un peu moins d'un million d'euros). Zohore reste cependant cantonné à l'équipe Primavera, où sont formés les jeunes du club.
Le club danois de Brøndby IF obtient son prêt pour la saison 2013-2014. Il joue 25 matchs de championnat et marque cinq buts. Le club suédois de l'IFK Göteborg obtient l'été suivant un prêt de six mois, pour la deuxième moitié de la saison suédoise. Le 17 août 2014, Zohore marque son premier but pour lFK. Il joue six matchs et marque trois buts toutes compétitions confondues.
Le contrat de Zohore à la Fiorentina, où il n'a pas joué un seul match officiel, n'est pas reconduit. En février 2015, le joueur fait son retour au Danemark, à Odense Boldklub.
Après une saison à Odense, Zohore est transféré le 1er février 2016 au KV Courtrai, qui l'envoie immédiatement en prêt à Cardiff City, le club gallois de Championship et le club belge étant détenus par le même propriétaire.
Le 6 juillet 2016, il rejoint Cardiff City.
Le 19 juillet 2019, il s'engage pour quatre saisons à West Bromwich Albion.
Le 16 octobre 2020, il est prêté à Millwall.

### Sélection nationale
Zohore compte 24 sélections en équipe du Danemark des moins de 17 ans, 16 sélections avec celle des moins de 19 ans, et 17 sélections avec les espoirs.

## Palmarès

### En club
- Championnat du Danemark en 2010 et 2011 avec le FC Copenhague
- Vice-champion de l'EFL Championship (D2) en 2018 avec le Cardiff City,